# سازمان صدا و سیمای جمهوری اسلامی ایران
سازمان صدا و سیمای جمهوری اسلامی ایران (کوته‌نوشت انگلیسی: IRIB) سازمانی رسانه‌ای است که تنها متولی قانونی پخش برنامه‌های رادیویی و تلویزیونی در جمهوری اسلامی ایران است. بر اساس قانون اساسی جمهوری اسلامی ایران، رئیس صدا و سیما را رهبر جمهوری اسلامی انتخاب می‌کند. این سازمان پیش از انقلاب ۱۳۵۷، سازمان رادیو و تلویزیون ملّی ایران نام داشت و آن‌زمان نیز به شکل حکومتی اداره می‌شد. از بسیاری جنبه‌ها، صدا و سیما قدرتمندترین، فراگیرترین و پرنفوذترین رسانهٔ خبری در ایران به‌شمار می‌رود که مهم‌ترین استراتژی و هدف آن، نشر خرافات و ترویج آمریکاستیزی از راه تولید سریال و مستندات سفارشی و ایجاد حس تنفر نسبت به غرب در میان مردم است.
صدا و سیما آشکارا به پروپاگاندا و حمایت رسانه‌ای از اسلام شیعی و حکومت جمهوری اسلامی می‌پردازد. بنا بر اساسنامهٔ صدا و سیما، هدف اصلی این سازمان ایجاد محیطی مساعد برای تزکیه و شتاب بخشیدن به حرکت تکاملی انقلاب اسلامی در سراسر جهان است. این هدف‌ها در چهارچوب برنامه‌های ارشادی، آموزشی، خبری و تفریحی این سازمان اجرا می‌شوند. عملکرد این سازمان توسط ایرانیان مورد انتقاد واقع شده و برخی آن را «دستگاه تولید دروغ» نامیده‌اند. در تیر ۱۳۹۹ گزارشی از تحقیق سازمان عدالت برای ایران و فدراسیون بین‌المللی حقوق بشر تهیه شده که در آن آمده است، صدا و سیمای جمهوری اسلامی در طی ده سال گذشته دست‌کم ۳۶۷ مورد مشکوک به اعترافات اجباری را پخش کرده است که به عنوان ابزاری از جانب نهادهای امنیتی برای «سرکوب مخالفان» و همچنین «ترساندن فعالان» در جمهوری اسلامی استفاده می‌شود. این رویه با رویگردانی مردم ایران روبه‌رو شده و گزارش‌های متعدد حکومتی حاکی از ریزش شدید مخاطبان این رسانه است.
سازمان صدا و سیما که ده‌ها شبکهٔ تلویزیونی و رادیویی دارد، بزرگ‌ترین دستگاه تبلیغاتی جمهوری اسلامی ایران محسوب می‌شود و سالانه میلیاردها تومان بودجه می‌گیرد و هزاران نفر کارمند دارد. با این حال، روز به روز اعتماد مردم ایران را از دست می‌دهد و سال‌هاست که بسیاری از اخبار و گزارش‌ها و برنامه‌های سیاسی‌اش بی‌مشتری یا کم‌مشتری مانده‌اند. این موج بی‌اعتمادی به اخبار و برنامه‌های سیاسی سازمان صدا و سیما در سال‌های گذشته در جامعهٔ ایران عمق و گسترش کم‌سابقه‌ای یافته است و افکار عمومی مردم ایران، شبکه‌های اجتماعی و برنامه‌های خبری تلویزیون‌های فارسی‌زبان خارج از این کشور را جایگزین آن کرده‌اند.
این سازمان علاوه‌بر تملک و کنترل رادیو و تلویزیون، مالک شرکت فیلم‌سازی سیما فیلم است. جشنواره‌های فیلم، موسیقی و هنری برگزار می‌کند، کتاب، روزنامه و مجلّه منتشر می‌کند و از دانشگاه صدا و سیما به عنوان یک بازوی آموزشی، بهره می‌گیرد. فعالیت‌های صدا و سیما به مرزهای ایران محدود نیست و در کشورهای مختلف جهان دارای تشکیلات است. این سازمان اهمیت ویژه‌ای در جمهوری اسلامی ایران دارد و در سال ۱۴۰۱، بودجهٔ دولتی این سازمان به‌تنهایی بیش از ۵ تریلیون تومان بوده است. شمار کارکنان این سازمان در سراسر کشور تا اواخر سال ۱۳۹۵ بین ۳۰ تا ۵۰ هزار نفر تخمین زده شده است. سید علی خامنه‌ای، رهبر جمهوری اسلامی ایران نیز صدا و سیما را «عمده‌ترین مرکز هدایت فکری» دانسته است. مسئول بخش ایران و افغانستان در سازمان گزارشگران بدون مرز، اعلام کرده است که رسانه‌هایی نظیر صدا و سیما تنها در چند کشور دیگر از جمله چین و کره شمالی وجود دارند.
بودجهٔ دولتی صدا و سیما همواره افزایش داشته و در بودجهٔ سال ۱۴۰۲ ایران، هشت هزار میلیارد تومان به آن اختصاص یافته است. صدا و سیما یکی از زیان‌ده‌ترین سازمان‌های کشور ایران است و بر اساس برآورد دولت، زیان ۷۵۳۲ میلیارد تومانی در سال ۱۴۰۲ برجای می‌گذارد.
همچنین صدا و سیما به علّت عدم پرداخت حق پخش و به نوعی دزدی از جیب ورزش، بزرگ‌ترین بدهکار ورزش ایران نیز نامیده شده است؛ در حالی که همیشه در این سازمان با موضع طلبکارانه‌ای در مورد ورزش ایران صحبت می‌کنند.

## پیشینه

### پیش از انقلاب

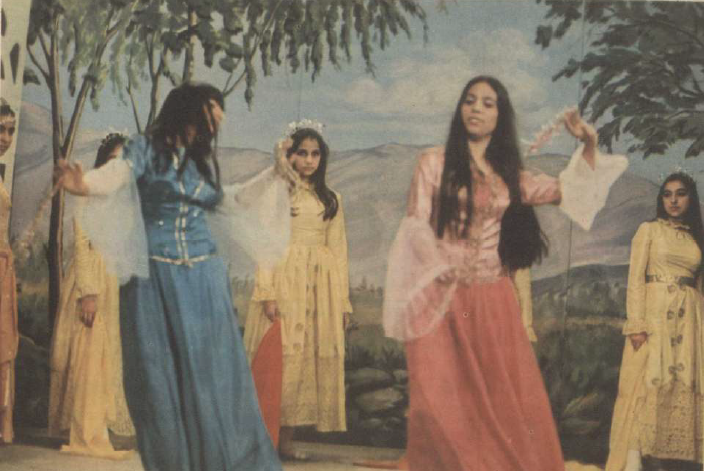
رقص محلّی در تلویزیون ملّی ایران در سال ۱۳۴۹

در ۴ اردیبهشت ۱۳۱۹، رادیو ایران رسماً توسط محمدرضا پهلوی (ولیعهد وقت ایران) افتتاح شد و عیسی صدیق نخستین رئیس آن بود. رادیو روزی ۵ ساعت برنامه داشت و برنامه‌هایی نظیر اخبار داخلی و خارجی، موسیقی سنتی ایرانی و غربی، بحث‌های مذهبی و ورزشی و همچنین اقتصادی و سیاسی پخش می‌کرد. بنا بر تخمین مرکز آمار ایران، در سال ۱۳۵۵ حدود ۷۶٪ جمعیت شهری و ۴۵٪ جمعیت روستایی به رادیو دسترسی داشتند.
تلویزیون ملّی ایران در روز ۱ فروردین ۱۳۴۶ رسماً افتتاح شد تا بعدتر سازمان رادیو و تلویزیون ملی ایران شکل بگیرد. در آن زمان تجهیزات سخت‌افزاری تلویزیون در اختیار وزارت پست، تلگراف و تلفن بود و محتوای آن توسط اداره تبلیغات و انتشارات تولید می‌شد. در سال‌های بعد گسترش فعالیت‌های رادیو-تلویزیونی به سراسر کشور ایجاب می‌کرد تا نهاد یکپارچه‌ای تشکیل شود و از سال ۱۳۵۰ تمامی تأسیسات در اختیار سازمان رادیو و تلویزیون ملّی قرار گرفت. شاه شخصاً رضا قطبی را به ریاست سازمان منصوب کرد و زمان پخش برنامه‌ها به سرعت زیاد شد. در اواخر انقلاب دو شبکهٔ تلویزیونی (برنامه اوّل و برنامه دوم) فعال بودند و با گسترش تأسیسات، بیش از ۹۵٪ جمعیت شهرنشین و چیزی در حدود ۷۵٪ از جمعیت کشور قادر به دریافت امواج تلویزیونی بودند. پیش از انقلاب در حدود ۴۰٪ برنامه‌های تلویزیون خارجی و وارداتی بودند و برنامه‌های ساخت داخل نیز عمدتاً از برنامه‌های خارجی الگوبرداری شده بودند.
در بحبوحهٔ ناآرامی‌های انقلاب ۱۳۵۷ و زمانی که ارتشبد ازهاری نخست‌وزیر ایران شد، تورج فرازمند به ریاست سازمان رادیو و تلویزیون ملی ایران پس از رضا قطبی برگزیده شد.

### پس از انقلاب

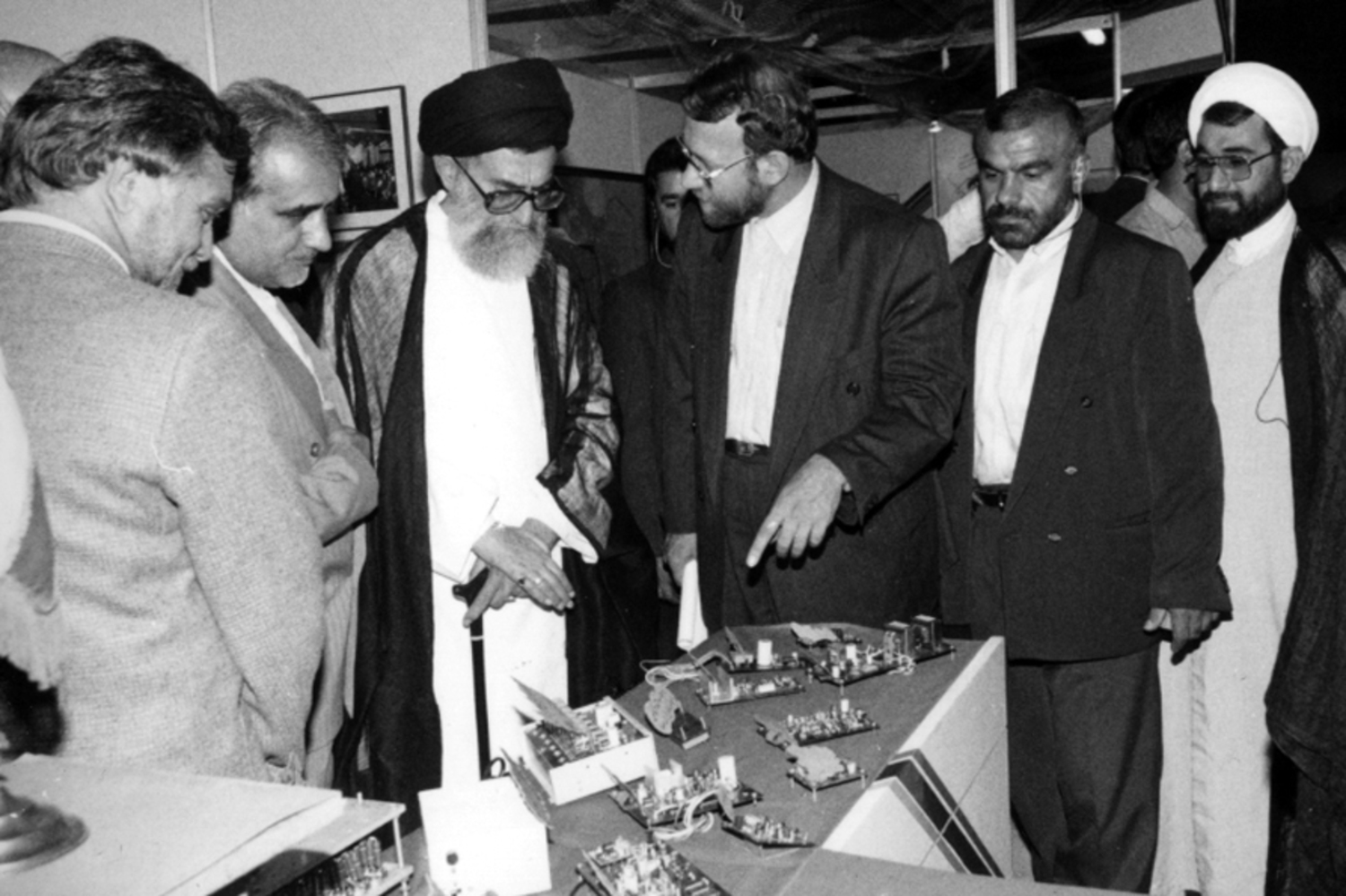
علی خامنه‌ای درحال بازدید از سازمان صدا و سیمای جمهوری اسلامی ایران

این سازمان پس از انقلاب ۱۳۵۷ به شدّت گسترش یافت و علاوه‌بر شبکه‌های داخلی و جهانی صدا و سیما، از بیش از صد پایگاه اطلاع‌رسانی الکترونیک و رسانه‌ای نوشتاری نیز بهره می‌برد. کنگره آمریکا در تاریخ فوریه ۲۰۱۳ (میلادی)، صدا و سیمای ایران را به دلیل ارسال امواج پارازیت بر روی امواج ماهواره، مشمول تحریم اعلام کرد. به موجب لغو ارسال پارازیت از سوی ایران بر روی امواج ماهواره به صورت کلّی، کنگره آمریکا، این مصوبه را در فوریه ۲۰۱۴ (میلادی) به حالت تعلیق درآورد.
بودجهٔ سازمان صدا و سیما در لایحه بودجه سال ۱۳۹۷ حدود ۴۰۰۰ میلیارد تومان پیش‌بینی شده، این در حالی است که بنا به گفته علی‌عسگری، رئیس این سازمان، فقط بودجه شبکه‌ای مانند بی‌بی‌سی به بیش از ۶۰۰۰ میلیارد تومان می‌رسد و سازمان برای اداره ۶۲ شبکه تلویزیونی و ۸۳ شبکه رادیویی، نیاز به بودجهٔ بیشتری دارد.

### نشان

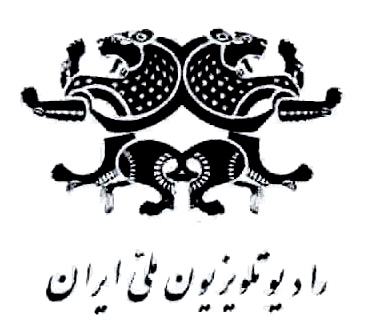
نشان سازمان رادیو و تلویزیون ملّی ایران (تا انقلاب ۱۳۵۷)
نشان سازمان صدا و سیمای جمهوری اسلامی ایران (از ۱۳۶۲ تاکنون)

#### نشان سازمان صدا و سیمای جمهوری اسلامی ایران
نشان صدا و سیما شامل نشان رسمی جمهوری اسلامی ایران در رأس و دو نوشتهٔ «لا» به عربی است که در طراحی آن از المان‌های شیعی استفاده شده است. زمانی که این آرم در اوایل انقلاب طراحی شد، نمادی از «نه گفتن» به شرق و غرب (نه شرقی، نه غربی، جمهوری اسلامی) و به‌طور خاص ایالات متحدهٔ آمریکا و اتحاد جماهیر سوسیالیستی شوروی بود. این دو لا در وسط به شکل یک شبکه به یکدیگر می‌رسند و در زیر محل تلاقی آن‌ها نماد چشم قرار دارد که بعدتر به عنوان نشان شبکهٔ یک استفاده شد. در زیر نماد، عبارت صدا و سیمای جمهوری اسلامی ایران با خط نستعلیق نوشته شده است.

## مدیریت
بر اساس اصل یکصد و هفتاد و پنجم قانون اساسی نظام جمهوری اسلامی ایران رئیس صدا و سیمای ایران مستقیماً توسط رهبر جمهوری اسلامی منصوب می‌شود. مدت ریاست این فرد منصوب به‌طور سنتی ۵ ساله است و در پایان هر دوره می‌تواند از سوی رهبر ایران یک بار تمدید شود. شورای نظارت بر صدا و سیما نیز نهادی متشکل از نمایندگان قوای سه‌گانه کشور است که بر فعالیت این سازمان نظارت دارند.
| ردیف        | مدیرعامل              | آغاز تصدی        | پایان تصدی       | تعیین‌کننده                  |
| ----------- | --------------------- | ---------------- | ---------------- | --------------------------- |
| ۱           | صادق قطب‌زاده          | ۲۳ بهمن ۱۳۵۷     | ۱۵ آذر ۱۳۵۸      | مهدی بازرگان                |
| –           | شورای پنج نفره        | ۱۵ آذر ۱۳۵۸      | ۱۳ اسفند ۱۳۵۸    | شورای انقلاب اسلامی         |
| –           | شورای سه نفره         | ۱۳ اسفند ۱۳۵۸    | ۲۳ اردیبهشت ۱۳۵۹ | سید ابوالحسن بنی‌صدر         |
| ۲           | تقی فراحی             | ۲۴ اردیبهشت ۱۳۵۹ | تابستان ۱۳۵۹     | سید ابوالحسن بنی‌صدر         |
| سرپرست      | محمد مبلغی اسلامی     | تابستان ۱۳۵۹     | ۱۶ آبان ۱۳۵۹     | ؟                           |
| سرپرستمشترک | سید علی‌اکبر محتشمی‌پور | ۱۶ آبان ۱۳۵۹     | پاییز ۱۳۵۹       | سید عبدالکریم موسوی اردبیلی |
| سرپرستمشترک | عبدالله نوری          | ۱۶ آبان ۱۳۵۹     | پاییز ۱۳۵۹       | سید عبدالکریم موسوی اردبیلی |
| ۳           | علی لاریجانی          | ۲۵ بهمن ۱۳۵۹     | تیر ۱۳۶۰         | شورای سرپرستی               |
| ۴           | محمد هاشمی رفسنجانی   | ۱۵ مرداد ۱۳۶۰    | ۲۹ تیر ۱۳۶۲      | شورای سرپرستی               |
| سرپرست      | محمدجواد لاریجانی     | ۳۰ تیر ۱۳۶۲      | ۱ مرداد ۱۳۶۲     | شورای سرپرستی               |
| سرپرست      | محمد هاشمی رفسنجانی   | ۱ مرداد ۱۳۶۲     | ۱۸ دی ۱۳۶۲       | سید روح‌الله خمینی           |
| ۴           | محمد هاشمی رفسنجانی   | ۱۸ دی ۱۳۶۲       | ۲ شهریور ۱۳۶۸    | شورای سرپرستی               |
| ردیف        | رئیس                  | آغاز تصدی        | پایان تصدی       | تعیین‌کننده                  |
| ۴           | محمد هاشمی رفسنجانی   | ۲ شهریور ۱۳۶۸    | ۲۴ بهمن ۱۳۷۲     | سید علی خامنه‌ای             |
| ۳           | علی لاریجانی          | ۲۴ بهمن ۱۳۷۲     | ۳ خرداد ۱۳۸۳     | سید علی خامنه‌ای             |
| ۵           | سید عزت‌الله ضرغامی    | ۳ خرداد ۱۳۸۳     | ۱۷ آبان ۱۳۹۳     | سید علی خامنه‌ای             |
| ۶           | محمد سرافراز          | ۱۷ آبان ۱۳۹۳     | ۲۲ اردیبهشت ۱۳۹۵ | سید علی خامنه‌ای             |
| ۷           | عبدالعلی علی‌عسگری     | ۲۲ اردیبهشت ۱۳۹۵ | ۷ مهر ۱۴۰۰       | سید علی خامنه‌ای             |
| ۸           | پیمان جبلی            | ۷ مهر ۱۴۰۰       | در حال تصدی      | سید علی خامنه‌ای             |

## مکان و مراکز

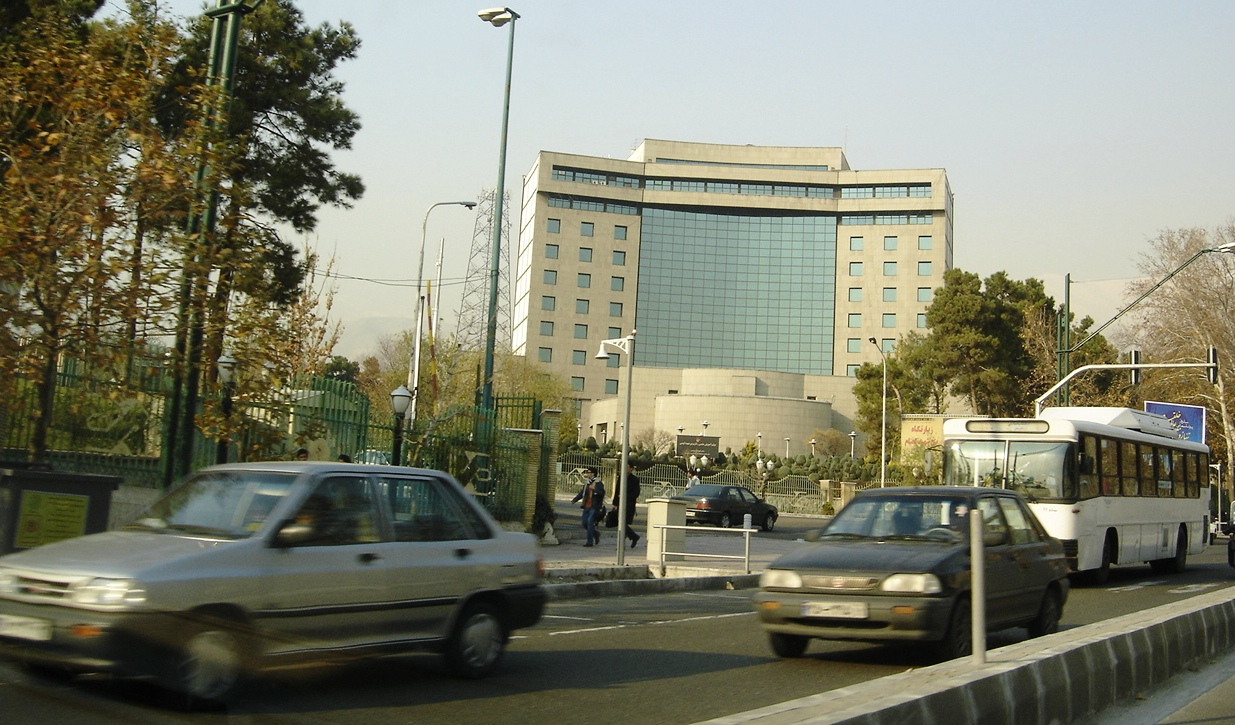
ساختمان اداری صدا و سیما در خیابان ولی‌عصر، تهران

محل ساختمان مرکزی صدا و سیما در خیابان ولی‌عصر تهران (پهلوی سابق) نرسیده به چهارراه پارک‌وی و در محدوده‌ای که اصطلاحاً جام‌جم خوانده می‌شود قرار دارد. اراضی سازمان صدا و سیما در این منطقه جزو مرغوب‌ترین اراضی در شمال شهر «روبه‌روی منطقه امانیه» تهران محسوب می‌شود. ساختمان شبکه دو سیما نیز در میدان آرژانتین قرار دارد. البته دفاتر و استودیوهای دیگری به صورت ثابت و سَیّار در مناطق مختلف ایران فعالیت می‌کنند.
صدا و سیمای جمهوری اسلامی ایران دارای مراکز استانی زیر است:
1. آبادان
2. آذربایجان شرقی
3. آذربایجان غربی
4. اردبیل
5. اصفهان
6. البرز
7. ایلام
8. بوشهر
9. تهران
10. چهارمحال و بختیاری
11. خراسان جنوبی
12. خراسان رضوی
13. خراسان شمالی
14. خوزستان
15. زنجان
16. سمنان
17. سیستان و بلوچستان
18. فارس
19. قزوین
20. قم
21. کردستان
22. کرمان
23. کیش
24. کرمانشاه
25. کهگیلویه و بویراحمد
26. گلستان
27. گیلان
28. لرستان
29. مازندران
30. مرکزی
31. مهاباد
32. هرمزگان
33. همدان
34. یزد

فهرست مراکز صدا و سیمای جمهوری اسلامی ایران داخل:
| ردیف | نام مرکز            | وب‌گاه               |
| ---- | ------------------- | ------------------- |
| ۱    | آبادان              | abadan.irib.ir      |
| ۲    | آذربایجان شرقی      | tabriz.irib.ir      |
| ۳    | آذربایجان غربی      | urmia.irib.ir       |
| ۴    | اردبیل              | ardebil.irib.ir     |
| ۵    | اصفهان              | isfahan.irib.ir     |
| ۶    | البرز               | alborz.irib.ir      |
| ۷    | ایلام               | ilam.irib.ir        |
| ۸    | بوشهر               | boushehr.irib.ir    |
| ۹    | چهارمحال و بختیاری  | chb.irib.ir         |
| ۱۰   | خراسان جنوبی        | birjand.irib.ir     |
| ۱۱   | خراسان رضوی         | mashad.irib.ir      |
| ۱۲   | خراسان شمالی        | bojnourd.irib.ir    |
| ۱۳   | خلیج فارس           | khalijefars.irib.ir |
| ۱۴   | خوزستان             | ahwaz.irib.ir       |
| ۱۵   | زنجان               | zanjan.irib.ir      |
| ۱۶   | سمنان               | semnan.irib.ir      |
| ۱۷   | سیستان و بلوچستان   | zahedan.irib.ir     |
| ۱۸   | فارس                | fars.irib.ir        |
| ۱۹   | قزوین               | qazvin.irib.ir      |
| ۲۰   | قم                  | qom.irib.ir         |
| ۲۱   | کردستان             | kurdistan.irib.ir   |
| ۲۲   | کرمان               | kerman.irib.ir      |
| ۲۳   | کرمانشاه            | kermanshah.irib.ir  |
| ۲۴   | کهگیلویه و بویراحمد | yasouj.irib.ir      |
| ۲۵   | کیش                 | kish.irib.ir        |
| ۲۶   | گلستان              | golestan.irib.ir    |
| ۲۷   | گیلان               | guilan.irib.ir      |
| ۲۸   | لرستان              | lorestan.irib.ir    |
| ۲۹   | مازندران            | mazandaran.irib.ir  |
| ۳۰   | مرکزی               | markazi.irib.ir     |
| ۳۱   | مهاباد              | mahabad.irib.ir     |
| ۳۲   | همدان               | hamedan.irib.ir     |
| ۳۳   | یزد                 | yazd.irib.ir        |
| ۳۴   | تهران               |                     |

صدا و سیمای جمهوری اسلامی ایران دارای دفتر نمایندگی کشورهای زیر است:
1. لندن
2. پاریس
3. برلین
4. مسکو
5. آنکارا
6. سارایوو
7. بیروت
8. باکو
9. دوشنبه
10. دمشق
11. نیویورک
12. کوالالامپور
13. پرتوریا
14. دهلی
15. کابل
16. اسلام‌آباد
17. پکن
18. بروکسل
19. قاهره
20. توکیو

## اندیشهٔ سازمانی و عملکرد
صدا و سیما آشکارا به حمایت رسانه‌ای از اسلام و حکومت جمهوری اسلامی می‌پردازد. عملکرد این سازمان توسط ایرانیان مورد انتقاد واقع شده و برخی آن را «دستگاه تولید دروغ» نامیده‌اند. مسئول بخش ایران و افغانستان در سازمان گزارشگران بدون مرز، اعلام کرده است که رسانه‌هایی نظیر صدا و سیما تنها در چند کشور دیگر از جمله چین و کره شمالی وجود دارند.
در ساختار اداری سازمان صدا و سیما، معاونت سیاسی مهم‌ترین و اصلی‌ترین مرجع تولید و پخش خبر و برنامه‌های سیاسی در تمامی شبکه‌های داخلی است؛ معاونتی که گفته می‌شود مدیرانش را «بیت رهبری» تعیین می‌کند و سیاست‌های کلان این معاونت هم در همان بیت تعیین و ابلاغ می‌شود. این معاونت مدیریت و هدایت خبرگزاری صدا و سیما، ادارات کل پخش اخبار و تمام برنامه‌های سیاسی سازمان را تعیین و ابلاغ و کنترل می‌کند. نگاه سیاسی یک‌طرفه، ضعف پژوهش در برنامه‌های سیاسی، ساخت برنامه به روش قدیمی، نبود جذابیت، نبود تنوع موضوعی، کم‌توجهی به نیازهای مخاطبان و رعایت نکردن اصول حرفه‌ای از جمله مهم‌ترین ویژگی‌های سازمان صدا و سیما در حوزهٔ برنامه‌سازی‌های سیاسی است.
نتایج یک تحقیق که بهار سال ۱۴۰۰ دربارهٔ نیروهای انسانی خبرگزاری صدا و سیما منتشر شده، نشان می‌دهد که بیش از ۷۲ درصد آنان به میزان «کامل» و «زیاد» نسبت به کار خود بی‌تفاوت و نسبت به «بهره‌وری سازمان بی‌علاقه هستند.» حدود ۷۱ درصد این کارکنان همچنین گفته‌اند به میزان بسیار کمی از «استقلال و خودمختاری» در سازمان خبری خود برخوردارند. از این آمار چنین برمی‌آید که به کارکنان این خبرگزاری، استقلال و منابع لازم داده نمی‌شود تا کارهای خود را به صورت آزادانه تعریف کنند و ابتکار عمل را به دست گیرند. حدود ۵۰ درصد هم گفته‌اند: «همواره به یکدیگر مشکوک و به صورت جدی، مراقب برنامه‌ها و ایده‌های خود هستند.» حدود ۵۰ درصد این کارکنان هم گفته‌اند که در داخل سازمان «کارکنان از یکدیگر بدشان می‌آید، برای یکدیگر تله می‌گذارند، وارد جنگ قدرت می‌شوند، غیبت می‌کنند و تهمت می‌زنند.» نتایج این تحقیق تنها بخشی از ساختار و روابط داخلی سازمان صدا و سیما را نشان می‌دهد که بی‌اعتمادی، بی‌انگیزگی و کمبود اختیار نیروهای آن در تهیه و پخش خبر در کم‌مخاطب ماندن تولیدات آن‌ها نقشی محوری بازی می‌کند.
انزوای صنعت فیلم ایران، فیلمسازان را مجبور به تغییر جهت خود حول محور پخش‌کننده‌های برنامه‌های تلویزیونی ملّی کرده است. این شبکه‌ها محصولات ایدئولوژیک را در راستای هنجارهای جنسیتیِ تاریک‌بینِ دولت با سرعت و به مقدار زیاد تولید می‌کنند، با زنانی که در نقش‌های مطیع و تکریم‌آمیز نسبت به مردان، سرپرستان و محافظانشان قرار می‌گیرند. برخی حتی کودک‌همسری و تعدد زوجات را ترویج می‌کنند، شیوه‌هایی که اکثریت ایرانیان آن را رد می‌کنند. در خلال مخاصمات تشدیدیافته با ایالات‌متحده، نهادهای امنیتی ایران به عنوان تولیدکننده اصلی پرهزینه تلویزیون و سینما با محوریت شایستگی و سلحشوری سپاه پاسداران و سرویس‌های اطلاعاتی آن ظاهر شده است. ایران غرق در نسخه‌های داخلیِ تصنعی «وطنی» است و از سینمای خودپرسشگر و ساختارشکن که زمانی به جامعه اجازه می‌داد تا در مورد جنسیت، فرهنگ، ازدواج و قدرت گفت‌وگوی عمومی با خود داشته باشد، محروم است.

### اعترافات اجباری
در ۵ تیر ۱۳۹۹ سازمان عدالت برای ایران و فدراسیون بین‌المللی جوامع حقوق بشر، در گزارش ۵۷ صفحه‌ای، نتیجه بیش از ۱۵۰۰ ساعت تحقیق، و تحلیل بیش از ۱۵۰ برنامه و ۱۳ مصاحبه تفصیلی با قربانیان اعترافات اجباری گفت در طی یک دهه اخیر دست‌کم اعترافات اجباری ۳۶۷ نفر و محتوای افتراآمیز علیه ۵۰۵ تن، از تلویزیون دولتی ایران پخش شده است. در این گزارش گفته شده که صدا و سیما با وزارت اطلاعات و سپاه پاسداران در ضبط اعترافات همکاری کرده است. در این گزارش آمده که:
- برای تهیه اعتراف اجباری از «الگوهای مشخصی» شامل شکنجه‌های شدید جسمی مثل شلاق، آویزان کردن، شوک الکتریکی تا شکنجه‌های روانی مانند اعدام ساختگی، تهدید به تجاوز و… استفاده می‌شود.
- در هنگام ضبط، شباهت کارگردانی، صحنه و ظاهر فرد اعتراف کننده با برنامه‌های قبلی نشان از «سناریو» ساخته شده و «صحنه‌آرایی» می‌دهد.
- در این گزارش آمده که یکی از اهداف اعتراف‌گیری ایجاد «حس ترس و دلسردی» در جامعه و «عادی‌سازی سرکوب» و «استفاده از محتوای برنامه به عنوان مدرک» برای مجازات فرد است.
- همچنین در آن گزارش آمده که ساخت این نوع برنامه‌ها خانواده و اعتبار فرد اعتراف‌کننده را تحت تأثیر قرار می‌دهد و از اطلاعات خصوصی او استفاده می‌کنند؛ به‌طوری‌که افراد گفته‌اند این از لحاظ روانی برای آنان بدترین شکنجه بوده است.[۴۲]

#### اعتراف اجباری نوید افکاری
شنبه شب، ۱۵ شهریور ۱۳۹۹ تلویزیون دولتی جمهوری اسلامی اعترافات اجباری نوید افکاری که به گفتهٔ وی «زیر فشار مداوم شکنجه» بوده را پخش کرد. حسن یونسی، وکیل وی گفته است که هیچ مدرک و سندی که گناهکاری موکلش را اثبات کند، در دست نیست.

### ترویج خشونت علیه دگراندیشان و مخالفان نظام
در تولیدات این سازمان، مشاهده شده که بر شکنجه و زجرکش‌کردن مخالفان نظام تأکید شده است. در سال ۱۳۹۸، یک مجری این سازمان در برنامهٔ زنده اعلام کرد که ایرانیان به زندگی «سلحشورانه» احتیاج دارند و نیاز است مردم ایران «حماسی» و «جهادی» زندگی کنند. وی همچنین اعلام کرد که هر یک از مردم که اعتقاد ندارند، باید ایران را ترک کنند. مهناز افشار، هنرپیشهٔ ایرانی در پاسخ به این اظهارات گفت: «میدونی از کِی آسمون ایران خونین شد؟ از وقتی که شما فکر کردی ایران فقط سهم شماست و هرکی غیر شماست، باید بره یا بمیره؛ امّا اشتباه می‌کنی عزیزم! ایران مال همهٔ ماست؛ حتی شما.»

### توهین‌های جنسی
در سال ۱۳۹۸، در یکی از برنامه‌های صدا و سیما، خطاب به رخشان بنی اعتماد کارگردان سرشناس ایرانی و فرزند دخترش، این جملات بیان شدند: «خانمی که میای فراخوان می‌زنی، می‌دونی دست امثال عبدالمالک ریگی به تو و دخترت و کَس‌وکارت می‌رسید [چی می‌شد]؟ شاید هم خوشت می‌اومد، شاید هم دوست داشتی.» البته بعدها آن شخص توهین جنسی را تکذیب کرد. برخی از مدافعان حضور نظامی ایران در منطقه در صدا و سیما از منتقدان این کار به عنوان: «بی‌غیرت‌هایی که مشکلی با ورود داعش به کشور و تجاوز به نوامیس ندارند» و لفظ‌های مشابه یاد کرده‌اند. همچنین در یکی از شبکه‌های استانی صدا و سیما، در یک برنامه گفته شد که نانوایان با کودکان رابطه جنسی برقرار می‌کنند.

### مصاحبه‌های ساختگی
در سال ۱۳۹۸، اثبات شد که این سازمان برای ۲ بار مصاحبه‌های ساختگی پخش کرده است. در این مصاحبه‌ها نخست یکی از راننده‌های صدا و سیما خود را به عنوان فردی که از تظاهرات مردم آسیب دیده است، جا می‌زند و در برابر دوربین گریه می‌کند. کمی بعد، یکی از تصویربرداران قدیمی سازمان به عنوان شهروند در برابر دوربین قرار گرفته و از مسئولان هدف قرار گرفتن هواپیمای اوکراینی دفاع می‌کند.

### زنان

#### استفاده از زنان
تلویزیون دولتی ایران در هنگام انتخابات، ۲۲ بهمن و روز قدس از زنانی که دارای آرایش‌های غلیظ هستند، در تأیید انقلاب و نظام مصاحبه پخش کرده است که این موضوع مورد نقد منتقدان واقع شده است.

#### زنان در تبلیغات
در آگهی‌های بازرگانی که از شبکه‌های صدا و سیما پخش می‌شوند، زنان معمولاً در نقش‌های فرودست و خانه‌دار بوده و معمولاً فاقد توانایی کارشناسی و تحلیلی می‌باشند. کلیشه‌های جنسیتی به ضرر زنان، در بسیاری از آگهی‌های تبلیغاتی صدا و سیما وجود دارند. به‌طور معمول، آنچه مربوط به خانه و آشپزخانه باشد، زنانه و آنچه که تأمین‌کننده نیازهای سرمایه‌ای، بازرگانی، شغلی و هیجانی است، مردانه معرفی می‌شوند.

#### خشونت علیه زنان
به گزارش بی‌بی‌سی، در یکی از برنامه‌های شبکه یک صدا و سیما، این سازمان به مشروعیت‌دهی و عادی‌سازی خشونت علیه زنان پرداخت که با واکنش‌های فعالان حقوق زنان روبه‌رو گردید.

### سانسور
در اردیبهشت ۱۴۰۰، دستان یک مهمان زن در برنامه، به شکلی که توسط عصر ایران عجیب دانسته شد، سانسور گردید و ویدئوی وابسته‌اش، در فضای مجازی با حواشی همراه شد.

#### سانسور در ورزش
صدا و سیمای ایران سابقه سانسور در مسابقات ورزشی داخلی و خارجی را دارد. به‌گونه‌ای که موقع بازی تیم ملّی والیبال ایران و آمریکا از سری مسابقات لیگ جهانی به هنگام پخش سرود ملّی ایالات متحده، سرود این کشور سانسور و پخش زنده برنامه قطع شد. پیشینه سانسور صدا و سیما با استفاده از ترفندهای جدید به مسابقات فوتبال در اسپانیا نیز کشیده شده است که با توجه به اسپانسری کشور آذربایجان از باشگاه آتلتیکومادرید در مسابقات فوتبال، این سازمان تبلیغات حاشیه‌ای را که با نام آذربایجان پوشش داده می‌شود، عوض کرده و نام شرکتی ایرانی را در حوزهٔ اینترنت تبلیغ می‌کند. امّا مسئولان صدا و سیما منکر هرگونه سانسور در این زمینه شده‌اند.
در سال ۱۳۹۷ و در جریان یک برنامهٔ ورزشی، صدا و سیما اقدام به سانسور لوگوی یک باشگاه فوتبال کرد؛ این سازمان پستان گرگ ماده‌ای را که در لوگوی باشگاه فوتبال آ.اس. رم وجود داشت، سانسور کرد و هیچ‌گونه عذرخواهی برای این کار ارائه نداد. این اتفاق، باعث واکنش منفی گسترده در رسانه‌های ایتالیایی شد. باشگاه آ.اس. رم نیز در چند پست توئیتری، به این سانسور واکنش نشان داد. این سانسور، توسط کاربران شبکه‌های اجتماعی به تمسخر گرفته شد و برخی کاربران گرگ موجود در لوگو را محجبه و اسلامی می‌کردند.
بر پایهٔ گزارشی در ایسنا، تنها زنان ورزشکار نیستند که در صدا و سیمای جمهوری اسلامی، سانسور می‌شوند و بارها، مردان ورزشکار نیز دچار چنین چیزی شده‌اند. در سال ۱۴۰۰، حضور یک کمک‌داور زن در یک مسابقهٔ فوتبال، باعث شد که تصاویر آرشیو شده در هنگام بازی زنده، به‌جای مسابقه پخش شوند که بحث‌برانگیز خوانده شد.

## رویدادها

### هک صدا و سیما
روز پنج‌شنبه ۷ بهمن ۱۴۰۰ رسانه‌های ایران از هک شدن چند شبکه صدا و سیمای جمهوری اسلامی خبر دادند که برای لحظاتی برخی شبکه‌های رادیو و تلویزیونی، از جمله شبکه یک سیما، شبکه قرآن، رادیو پیام و رادیو جوان هک شدند و تصاویری از مریم رجوی و مسعود رجوی از رهبران سازمان مجاهدین خلق ایران و تصویری از سید علی خامنه‌ای با تصویر سیاه و سفید و ضربدر قرمز که روی آن شعار «مرگ بر خامنه‌ای، درود بر رجوی» دیده می‌شد، همراه با صدای مردی که شعار می‌داد «درود بر رجوی، مرگ بر خامنه‌ای» و سخنرانی مسعود رجوی و مریم رجوی به مدت ۱۰ ثانیه پخش شد.

### هک تلوبیون
روز سه‌شنبه ۱۲ بهمن ۱۴۰۰ تلوبیون، رسانه اینترنتی صدا و سیمای جمهوری اسلامی هک شد. این اقدام از سوی گروه سایبری «عدالت علی» بود که با پخش شعار «مرگ بر دیکتاتور» و صدایی که می‌گوید: «خامنه‌ای می‌ترسد، پایه نظام می‌لرزد.» صورت گرفت.

### هک شدن تلویزیون
در ۱۶ مهر ۱۴۰۱ و در جریان خیزش ۱۴۰۱ ایران گروه هکری عدالت علی هنگام پخش اخبار شبانگاهی ساعت ۲۱، برای لحظاتی تلویزیون را هک کرد و شعار زن زندگی آزادی را پخش کرد.
همچنین تصویر ۴ نفر از کشته‌شدگان در اعتراضات نیز در تلویزیون نمایش داده شد.

### حمله به صدا و سیما
در روز ۲۶ خردادماه ۱۴۰۴ و در جریان جنگ ایران و اسرائیل، ساعاتی پس از هشدار تخلیه ارتش اسرائیل برای ساکنان منطقه ۳ تهران، ساختمان مرکزی (شیشه‌ای) سازمان صدا و سیمای جمهوری اسلامی ایران هدف حمله هوایی قرار گرفت. ساعت ۱۸ و ۳۴ دقیقه این روز به وقت محلیِ تهران، زمانی که سحر امامی، مجری شبکه خبر در حال اجرای برنامه بود، این ساختمان مورد حمله هوایی قرار گرفت.
در این حمله نیما رجب‌پور سردبیر ارشد شبکه خبر۲، معصومه عظیمی کارمند دبیرخانه این سازمان و یکی از کارکنان ترابری مجلس شورای اسلامی کشته شدند.

## دیدگاه‌ها دربارهٔ سازمان
- مجید محمدی در کتاب «سیمای اقتدارگرایی، تلویزیون دولتی ایران» به شرح موارد متعددی از انتقادات وارده بر صدا و سیما می‌پردازد، از جمله؛ نقض گستردهٔ حقوق پدیدآورندگان، حضور بسیار کمرنگ ایرانیان اهل سنت در برنامه‌های تلویزیون، نادیده گرفتن فرهنگ مردم حاشیه کشور و محدود شدن حوزه فرهنگی این رسانه به فرهنگ مناطق مرکزی کشور، تحریک پاره‌فرهنگ‌های موجود در کشور با عنوان مقابله با تهاجم فرهنگی، دخالت گرایش سیاسی مدیریت صدا و سیما در برنامه‌ها به‌طوری‌که آن را به رسانهٔ حزبی و ستاد انتخاباتی یک جناح سیاسی خاص تبدیل کرده است، حضور در انواع مجامع و فیلمبرداری و پخش تصاویر افراد بدون رضایت آن‌ها. سانسور برخی از اخبار مهم کشور؛ مانند قتل‌های زنجیره‌ای، حضور دوربین تلویزیون در همه جا و تصویربرداری کامل از رخدادها و مراسمی که تقریباً هیچ تصویری از آن‌ها پخش نمی‌شود؛ مانند فیلمبرداری کامل دادگاه روزنامه خرداد و ماجرای کوی دانشگاه. که مورد آخر شائبه فعالیت اطلاعاتی و استفادهٔ شخصی مدیران تلویزیون از منابع این سازمان را مطرح می‌کند.[۷۱]
- حسن محدثی جامعه‌شناس ایرانی و استادیار، در برنامه‌ای که به شکل زنده از صدا و سیما پخش می‌شد، گفت: «من هر بار به تلویزیون می‌آیم، از سوی دانشجویان و همکاران دانشگاه مورد بازخواست قرار می‌گیرم که چرا در برنامهٔ دستگاهی که رسالت آن تولید دروغ است، شرکت می‌کنم.» وی پس از آنکه مجری می‌گوید: «شما که این را باور ندارید؟»، پاسخ می‌دهد: «اتفاقاً من معتقدم که صدا و سیما در قلمروی سیاسی به‌طور سیستماتیک دروغ می‌گوید.»[۷۲]
- خمینی، رهبر انقلاب ۱۳۵۷ ایران، صدا و سیما را دانشگاه عمومی کشور دانسته است.[۲۳]
- سید علی خامنه‌ای در دیدار با دست‌اندرکاران صدا و سیما: «امروز صدا و سیما نقش بسیار مهم و همچنین تکلیف بزرگی دارد. شما دوستان عزیز هم که یکی از حساس‌ترین بخش‌های صدا و سیما در دست شماست، نقش بسیار مهمی در حال و آیندهٔ کشورتان دارید. ما صدا و سیما را عمده‌ترین مرکز هدایت فکری می‌دانیم. اینکه امام گفتند دانشگاه بزرگ کشور است، نخواستند تعارف کنند؛ حقیقتاً همین جور است؛ یک دانشگاه بزرگ است.»[۷۳]
- محمد سرافراز رئیس پیشین سازمان صدا و سیما، اعلام کرده است که در این سازمان فساد و زد و بند وجود داشته است. وی همچنین گفته است که دستگاه‌های امنیتی در کار او دخالت داشته‌اند و فهرستی به او داده شده بود که «روشن و شفاف نبوده» و شامل چند هزار نفر می‌شده است.[۷۴]
- محمود صادقی سیاستمدار اصلاح‌طلب و نمایندهٔ پیشین مجلس شورای اسلامی نیز در مصاحبه‌ای افزوده است: «من بارها به این مسئله اشاره کرده‌ام که یکی از دلایل حرکت مردم به سمت رسانه‌های بیگانه صدا و سیماست و این ناتوانی در شرایطی رخ داده که صدا و سیما دائماً به لحاظ بودجه‌ای در حال گسترش بوده و بیش از ده‌ها کانال در اختیار داشته، امّا اثرگذاری آن روز به روز کاهش پیدا کرده است.» وی در ادامه می‌افزاید: «از طرفی هم صدا و سیما به‌مثابه تریبون یک جناح سیاسی خاص عمل می‌کند، نه به عنوان یک رسانهٔ ملّی که باید روایتگر همهٔ واقعیات باشد و مهم‌تر اینکه صدا و سیما طرفدار یکی از تندروترین لایه‌های جناح سیاسی است و موضوعات آن لایه را روایت می‌کند و گاهی به اجبار ناچار می‌شود با برگزاری میزگرد یک نمایش ظاهری از آزادی را به تصویر بکشد.»[۷۵]
- عباس عبدی فعال سیاسی-اجتماعی، پژوهشگر اجتماعی و روزنامه‌نگار اصلاح‌طلب در یادداشتی می‌نویسد: «در واقع، گویی صدا و سیما از طریق انتشار روایت‌هایی که تناسبی با واقعیت ندارند، وظیفهٔ شارژ کردن روحی عده‌ای مخاطب خاص را برعهده داشته و کاری به حقیقت و واقعیت امور ندارد… هنگامی که یک رسانه خود را «رسانهٔ ملّی» می‌نامد و از بودجهٔ عمومی ارتزاق می‌کند، باید همهٔ ملّت را مخاطب خود قرار دهد. «رسانهٔ ملّی» نه‌تنها رسانهٔ جناحی نیست، بلکه «رسانهٔ حکومتی» هم نباید باشد. اولویت اوّل آن باید بازتاب‌دهندهٔ خواست عمومی باشد. قرار نیست که فقط مطالبات و خواسته‌های یک گروه اندک یا حکومت و دولت را بازتاب دهد… صدا و سیما بیش از آنکه بازتاب‌دهندهٔ واقعیت باشد، به دنبال توجیه اقدامات رسمی جناحی به هر شیوه‌ای است. دنبال نادیده گرفتن اکثریت بزرگی از مردمی است که خارج از دایرهٔ مخاطبان آن هستند.»[۷۶]

## برنامه‌ها
بنا بر گزارش سالانه سال ۱۳۸۴، صدا و سیما در این سال ۶۰٬۷۶۴ ساعت برنامه تلویزیونی تولید و ۱۷۵٬۷۵۶ ساعت پخش نموده است که ۷۳٪ آن تولید داخلی بوده است. در این سال همچنین ۲۰۴٬۶۱۵ ساعت برنامه رادیویی تولید و ۲۶۸٬۳۷۳ ساعت پخش شده است که ۸۰٪ آن داخلی بوده است. آمار پخش برنامه نسبت به سال پیش خود در تلویزیون ۴٪ و در رادیو ۵٪ افزایش نشان می‌دهد.

## فهرست شبکه‌ها و مؤسسات وابسته
برای دیدن فهرست شبکه‌ها به: فهرست شبکه‌های تلویزیونی صدا و سیمای جمهوری اسلامی ایران و فهرست شبکه‌های صدای جمهوری اسلامی ایران مراجعه کنید.

### مؤسسات وابسته
- انتشارات سروش که در سال ۱۳۵۴ تأسیس شده و نشریات سروش هفتگی، سروش کودکان، سروش نوجوان، سروش جوان و سروش بانوان را منتشر می‌کند.
- روزنامه جام جم ارگان رسمی صدا و سیما.
- خبرگزاری صداوسیما، خبرگزاری وابسته به صدا و سیما که وظیفه تأمین بخش‌های خبری تمام شبکه‌های رادیویی و تلویزیونی استانی، سراسری و برون مرزی به جز شبکه العالم، شبکه الکوثر، شبکه سحر و پرس تی‌وی را برعهده دارد.
- سیما فیلم، شرکت تهیه‌کننده فیلم که برخی سریال‌های پرهزینه تلویزیون نیز در آن تولید می‌شود.
- سیما چوب، شرکت تولیدکننده مبلمان که وظیفه ساخت برخی قطعات دکور برنامه‌ها را بر عهده داشته و محصولات خود را در بازار آزاد نیز به فروش می‌رساند.
- ایران سیما، آرشیو اینترنتی برنامه‌های تلویزیونی صدا و سیما
- دانشگاه صدا و سیما که از طریق آزمون داخلی، آزمون سراسری و آزمون دانشگاه جامع در رشته‌های مرتبط و مطلوب صدا و سیما در تهران و قم دانشجو می‌پذیرد.
- شرکت فرهنگی هنری صبا که به تولید انواع برنامه‌های انیمیشن برای صدا و سیما می‌پردازد.
- شرکت صوتی و تصویری سروش که به تهیه، پخش و فروش آلبوم‌های موسیقی و نسخه‌های خانگی مجموعه‌ها و فیلم‌های تولید شده در صدا و سیما می‌پردازد. این شرکت در تهران و مراکز استان‌ها دارای تعدادی شعبه فروش بوده و نمایندگی چند شرکت خارجی را نیز بر عهده دارد.[۷۸]
- مرکز تحقیقات صدا و سیما[۷۹] مرکز تحقیقات صداوسیما از حیث جایگاه سازمانی، نیروی انسانی و شرح وظایف و امکانات، قدیمی‌ترین، بزرگ‌ترین و گسترده‌ترین مرکز پژوهشی سازمان صدا و سیما محسوب می‌شود که مأموریت اصلی آن عبارتست از: «مطالعه، پژوهش و سنجش در زمینه‌های مورد نیاز صدا و سیما با استفاده از روش‌های علمی به منظور سیاست‌گذاری، برنامه‌ریزی، برنامه‌سازی، نظارت و ارتقای کیفی برنامه‌های رسانه ملی در چارچوب اصول و سیاست‌های سازمان صدا و سیما و هماهنگی، ارزیابی و سازمان‌دهی پژوهش‌های سازمان براساس نظام جامع پژوهش‌های رسانه‌ای».
- اداره کل پژوهش‌های اسلامی صدا و سیما

## بودجه و وضعیت حقوقی

### بودجه و بازرگانی
سازمان صدا و سیما علاوه بر بودجه‌ای که از بودجه کشور و دولت می‌گیرد، درآمد بسیار بالایی نیز از آگهی‌های بازرگانی دارد که میزان دقیق آن مشخص نشده است. یکی از مدیران پیشین اعلام کرد که متوجه شده است که سازمان در زمان وی، حداقل باید از محل پخش آگهی سه هزار میلیارد تومان درآمد داشته باشد.
در سال ۱۳۹۹ تمرکزها بر بودجهٔ این سازمان افزایش یافت و برخی از رسانه‌های خارج از ایران گزارش‌هایی منتشر کردند که صدا و سیما، به اندازهٔ ۱۰ یا ۲۰ استان ایران، بودجهٔ مستقیم دریافت می‌کند. چیزی که از سوی رسانه‌های داخلی ایران، رد شد.
اما بخش‌های این سازمان نیز، ممکن است جداگانه بودجه بگیرند؛ در سال ۱۴۰۰، پس از مصوبه مجلس شورای اسلامی و دادن ۱۵۰۰ میلیارد تومان بودجه به فعالان فضای مجازی صداوسیما، وزیر ارتباطات جمهوری اسلامی نیز آغاز به انتقاد کرد و اعلام شد که «کل بودجه تخصیص‌یافته به وزارت ارتباطات در سال ۱۳۹۹، ۱۵۰۰ میلیارد تومان بوده و کل توسعه اقتصاد دیجیتال ۱۴۰ میلیارد تومان است» در حالی که بخش فضای مجازی این سازمان، به تنهایی چنین بودجه‌ای داشت.

### وضعیت حقوقی
اصل ۱۷۵ قانون اساسی جمهوری اسلامی ایران به سازمان صدا و سیما اختصاص یافته است.
در صدا و سیمای جمهوری اسلامی ایران، آزادی بیان و نشر افکار با رعایت موازین اسلامی و مصالح کشور باید تأمین گردد. نصب و عزل رئیس سازمان صدا و سیمای جمهوری اسلامی ایران با مقام رهبری است و شورایی مرکب از نمایندگان رئیس‌جمهور و رئیس قوه قضاییه و مجلس شورای اسلامی (هر کدام دو نفر) نظارت بر این سازمان خواهند داشت. خط مشی و ترتیب اداره سازمان و نظارت بر آن را قانون معین می‌کند.
اساسنامه سازمان صداو سیما در ۲۷ مهر ۱۳۶۲ به تصویب مجلس رسید. یکی از مقررات این اساسنامه ماده ۷ آن است که این سازمان را رادیو و تلویزیون انحصاری ایران ساخته است:
تاسیس فرستنده و پخش برنامه‌های رادیویی و تلویزیونی در هر نقطه کشور در انحصار این سازمان بوده و چنانچه اشخاص حقیقی یا حقوقی اقدام به تأسیس یا بهره‌برداری از چنین رسانه‌هایی کنند از ادامه کار آنان جلوگیری به عمل آمده و تحت تعقیب قانونی قرار خواهد گرفت.
ذکر چنین اصلی با عرف اساسنامه‌های سازمان‌های رسانه‌ای سازگار نیست و چنین انحصارهایی فقط در اساسنامه سازمان‌های امنیتی و نظامی به چشم می‌خورد.
محدودیت‌ها و حقوق رسانه‌ای صدا و سیما نیز نامشخص است. در مطبوعات مسئولیت مطالب منتشر شده با مدیر مسئول است و در حوزه کتاب، فیلم و دیگر کالاهای صوتی و تصویری نیز با دولت است که مجوز انتشار آن‌ها را صادر می‌کند؛ امّا به وضعیت حقوق و حدود اختیارات صدا و سیما نه در قانون اساسی و نه در اساسنامه سازمان اشاره نشده است. شاید به همین دلیل این سازمان هیچگاه به دادگاه کشیده نشده است.
مجلس ششم در همین زمینه برای تغییر اساسنامه صدا و سیما تلاش ناموفقی داشت. مصوبه این مجلس صدا و سیما را ملزم می‌کرد که در صورت توهین، افتراء و پخش مطالب غیرواقع، پاسخ شخص ذی‌نفع را پخش کند (مشابه قاعده‌ای که در مطبوعات رعایت می‌شود). اما این قانون با مخالفت شورای نگهبان روبرو شد. مجمع تشخیص مصلحت نظام در ۲۳ خرداد ۱۳۸۸ یک روز پس از انتخابات ریاست جمهوری دهم این تغییر را در اساسنامه صدا و سیما ایجاد کرد و مراحلی را نیز برای شکایت از سازمان در صورت استنکاف از پخش جوابیه پیش‌بینی کرد.

## توضیحات
1. ↑  سید محمد موسوی خوئینی‌ها، غلامعلی حداد عادل، احمد عزیزی، بهزاد نبوی و ابراهیم پیراینده.
2. ↑  غلامعلی حداد عادل، محمدعلی هادی نجف‌آبادی و احمد غضنفرپور.
3. ↑  او قائم‌مقام مدیرعامل سازمان صدا و سیما بود که پس از استعفای مدیرعامل، سرپرستی سازمان را برعهده داشت.